# 云台山 (贵州)
云台山风景区位于贵州施秉北部，距离县城约13公里，面积约210平方公里。云台山地形为白云岩喀斯特地貌，主峰海拔1066米，是国家4A级景区。
2014年6月23日与广西桂林、重庆金佛山、广西环江共同组成“中国南方喀斯特”扩展项目被列入《中国世界遗产名录》